# Vanessa Rubin
Vanessa Kay Rubin (Cleveland, 14 maart 1957) is een Amerikaanse jazzmuzikante (zang, piano, dwarsfluit).

## Biografie
Vanessa Rubin is afkomstig uit een muzikale familie met wortels in Trinidad en Louisiana. Reeds als kind had ze pianoles en op de highschool volgde de dwarsfluit. Ze trad op met een kwartet en nam onderricht bij Frank Foster. Nadat ze aan de Ohio State University haar bachelor in journalistiek had behaald, nam ze deel aan een schoonheidswedstrijd in Ohio, waar ze met haar voordracht van God Bless the Child een succes behaalde. Vervolgens besloot ze om jazz te gaan zingen en formeerde ze een eigen band, waarmee ze optrad in Cleveland. In 1982 verhuisde ze naar New York, waar ze al spoedig in de Sweet Basil en in de Village Vanguard optrad met het kwartet van Pharoah Sanders.
Ze werkte vervolgens als lerares aan openbare scholen en schoolde zich bij Barry Harris aan diens Jazz Cultural Theatre verder. Daarnaast trad ze op in de bands van George Coleman, Lionel Hampton en Mercer Ellington en was ze in 1984 ook op tournee in Oost-Azië. In 1991 bracht ze haar sterk aandachtige debuutalbum Soul Eyes uit met Kirk Lightsey, Cecil McBee en Lewis Nash en wisselde daarna naar het professionele kamp. Vervolgens volgden optredens in de Carnegie Hall en tijdens internationale festivals. Ze trad verder op met Kenny Barron, Etta Jones, Toots Thielemans en Cedar Walton. Ze ging op internationale tournees met Herbie Hancock, Woody Herman en de Jazz Crusaders.
Op haar tributealbum I'm Glad There Is You (1994) voor Carmen McRae, werd ze begeleid door Grover Washington jr., Frank Foster, Antonio Hart, Cecil Bridgewater, Kenny Burrell en Monty Alexander. Voor het album Pastiche (1993) werkten Cecil Bridgewater, Steve Turré en Houston Person met haar samen. Het album New Horizons stelden haar ook in staat tot uitstapjes in de rhythm-and-blues. Op het album Live on QE2 van Clark Terry vertolkte ze Just Squeeze Me. Ze werkte ook mee aan opnamen van Kenny Burrell, James Williams, Dennis Rowland en het East Carolina University Orchestra.

## Discografie
- 2019: The Dream is You – Vanessa Rubin Sings Dameron (Nibur)
- 2001: Girl Talk (Telarc)
- 1999: Language of Love (Telarc)
- 1995: Vanessa Rubin Sings (Novus) met Kevin Eubanks en Toots Thielemans
- 1991: Soul Eyes (Novus)